# 莒兹丕公
莒茲丕公（？—？），东周初期莒国国君，己姓，名期，为春秋诸侯国莒国君主之一，是莒国第13任君主。当时，鲁国因为庆父投奔莒国，向莒国索要，莒国把庆父交给鲁国后，开始刁难鲁国。季友在诸郦打败莒国，擒获莒子之弟挐。前634年，卫国甯庄子调停鲁、莒两国，鲁僖公与莒兹丕公、甯庄子先后在洮、向会盟，重结旧好。。
| 前任： 莒敖穆公 | 春秋莒国君主 ？ | 繼任： 莒纪公 |